# Spilosoma deleta
Spilosoma deleta är en fjärilsart som beskrevs av Debauche 1938. Spilosoma deleta ingår i släktet Spilosoma och familjen björnspinnare. Inga underarter finns listade i Catalogue of Life.